# Antoine-Joseph Guitard
Pour les articles homonymes, voir Guitard.
Antoine-Joseph Guitard est un homme politique français né le 20 octobre 1762 à Aurillac où il est mort le 7 octobre 1846.

## Biographie
Fils d'Adrien-Maurice Guitard, conseiller du roi et avocat au bailliage d'Aurillac, et de Marie-Anne Cinqarbres de Cabrol , Antoine-Joseph Guitard naît à Aurillac le 20 octobre 1762. 
Après des études de droit à Paris, il s'installe comme avocat dans sa ville d'origine en 1784. Président de l'administration du département du Cantal, il est député du Cantal de 1791 à 1792. Emprisonné comme suspect à la fin de la session, il n'est libéré qu'après le 9 Thermidor. Nommé accusateur public du Cantal, il est ensuite juge suppléant au tribunal civil d'Aurillac en 1800, puis substitut du procureur près le tribunal de première instance d'Aurillac de 1811 à 1816. Il est de nouveau député du Cantal en 1815, pendant les Cent-Jours, puis de 1819 à 1823, siégeant dans la minorité libérale.
Il est après la révolution de juillet préfet du Cantal du 2 septembre 1830 au 21 janvier 1833.

## Honneurs
- 30 avril 1831 : Chevalier de la Légion d'honneur[4]

## Sources
- « Antoine-Joseph Guitard », dans Adolphe Robert et Gaston Cougny, Dictionnaire des parlementaires français, Edgar Bourloton, 1889-1891 [détail de l’édition]